# 1627 w literaturze
Wydarzenia literackie w 1627 roku.

## Nowe książki
- polskie

- zagraniczne

## Zmarli
- Luis de Góngora y Argote, hiszpański poeta